# فرنسيسكو غونزالو مارين
فرنسيسكو غونزالو مارين (بالإنجليزية: Francisco Gonzalo Marín)‏ هو صحفي أمريكي، ولد في 12 مارس 1863 في أريسيبو في الولايات المتحدة، وتوفي في 1897 في كوبا.